# Municipio de Krzepice
Krzepice es un municipio (gmina) urbano-rural del distrito de Kłobuck, en el voivodato de Silesia (Polonia). Su sede administrativa es la localidad de Krzepice, ubicada a unos 16 kilómetros al oeste de Kłobuck, la sede del distrito, y a unos 82 al norte de Katowice, la capital del voivodato. En 2011, según la Oficina Central de Estadística polaca, el municipio cubría una superficie de 78,94 km² y tenía una población de 9336 habitantes, 4472 en la localidad de Krzepice y 4864 en el área rural del municipio.